# Egypt Central
Egypt Central fue un grupo estadounidense de metal alternativo proveniente de Memphis, Tennessee.

## Historia
Egypt Central se formó por el 2001 por el vocalista John Falls. Después del ruido que causaba este grupo en su ciudad natal Memphis, la banda llamó la atención de los ex Lava Records CEO Jason Flom.
Impresionados con el demo, que de inmediato ofreció a la banda un contrato discográfico después de ver su actuación en directo. Su álbum debut fue grabado con el famoso productor Josh Abraham en Los Ángeles. La banda se retiró por la lava en abril de 2005, y debido a problemas dentro de la empresa discográfica el álbum nunca fue puesto en venta.
Debido a la abrumadora demanda, el grupo auto-Lava lanzó su álbum grabado en línea a través de disquerías minoristas independientes CD Baby, y en algunas tiendas de música en todo Memphis. Su CD debutó en el # 1 de las emisiones independientes en Memphis - llegó a vender casi 7000 copias en varios meses.
La canción «Over and Under» fue seleccionado para estar en la banda sonora y en la película The Condemned, como al igual las canciones «You Make Me Sick» y «Taking You Down» se encuentran en la banda sonora de WWE SmackDown vs Raw 2009.

## Discografía

### Álbumes
En estudio
- 2008: Egypt Central
- 2011: White Rabbit

Compilaciones
- 2014: Murder in the French Quarter: Rare & Unreleased

### Sencillos
| Año  | Título             | Posiciones | Posiciones | Álbum         |
| Año  | Título             | EUA Main.  | EUA Rock   | Álbum         |
| ---- | ------------------ | ---------- | ---------- | ------------- |
| 2007 | «You Make Me Sick» | 21         | —          | Egypt Central |
| 2008 | «Taking You Down»  | 37         | —          | Egypt Central |
| 2011 | «White Rabbit»     | 17         | 41         | White Rabbit  |
| 2011 | «Kick Ass»         | 23         | —          | White Rabbit  |
| 2012 | «Enemy Inside»     | —          | —          | White Rabbit  |